# Jan Kazimierz Rzewuski
Jan Kazimierz Rzewuski herbu Krzywda (zm. w 1677 roku) – cześnik lwowski w latach 1670-1677, sędzia kapturowy ziemi lwowskiej w 1673 roku.